# Instituto Histórico de Jaboatão
O Instituto Histórico de Jaboatão (IHJ) é uma entidade civil, sem fins lucrativos que tem por fim o estudo, discussão, investigações e explorações científicas, concernentes à história, geografia, etnografia do Brasil, de Pernambuco e principalmente resgatar e cultuar a história do município de Jaboatão dos Guararapes, preservando nossa memória para gerações futuras. 
Por ser o único Instituto em Jaboatão dos Guararapes, constitui-se na maior fonte de pesquisas sobre a história do município. De utilidade Pública Lei Municipal nº 98/94 e Lei Estadual nº 11.259/95.

## História
Fundado em 12 de maio de 1973 teve a posse da primeira Diretoria em 11 de maio de 1974.  
A primeira palestra foi apresentada pelo sócio fundador Eliezer da Costa Figueirôa, na Igreja Nossa Senhora do Livramento dos Homens Pardos em ocasião do seu bicentenário, em 1974. O Brasão de armas e a bandeira foram confeccionados em 1984 respectivamente por Luiz G. Corrêa, do Instituto Histórico de Goiana/PE e Amaro Matias Silva. Apresentou memorial dirigido ao Governador do Estado de Pernambuco e ao Presidente da Assembléia Legislativa contrário a emancipação do Distrito de Cavaleiro e Prazeres. Em 1984 com a descoberta da nascente do Rio Jaboatão pelo associado Orlando Breno de Araújo, foi erigido um marco no local da nascente. Em 1999 foi emitido um pedido ao Secretário Municipal de Educação para ser incluída a História de Jaboatão como disciplina curricular. Após 33 anos sem sede própria, o então governador José Mendonça Filho, através da Lei 13.107, em 27 de setembro de 2006, concedeu em regime de comodato o atual prédio construído no ano de 1923, pelo Dr. Sérgio Loreto, Governador do Estado de Pernambuco, onde funcionou por muitos anos a antiga cadeia pública do município.
Em parceria com a BitTech Gestão de documentos, franquia da Pix Gestão de Documentos, o Instituto digitalizou escrituras e documentos históricos de propriedades das proximidades de Jaboatão dos Guararapes, todo o acervo do Jaboatão Jornal e Jornais locais avulsos, livros de relevância histórica para o município e as partituras compostas pelo Padre Cromácio Leão.

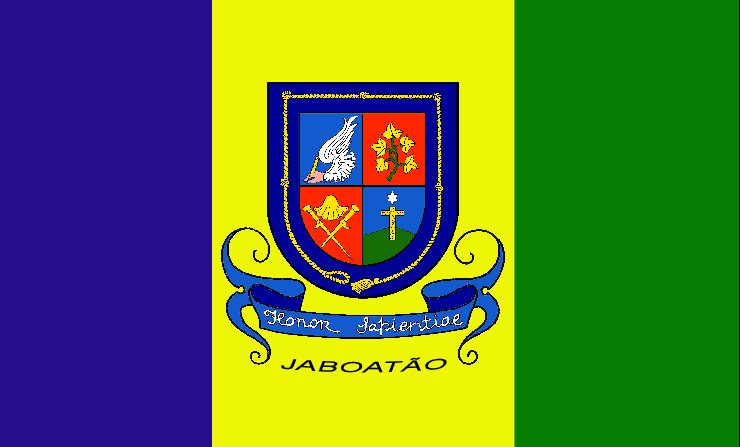
Bandeira do Instituto, 1984

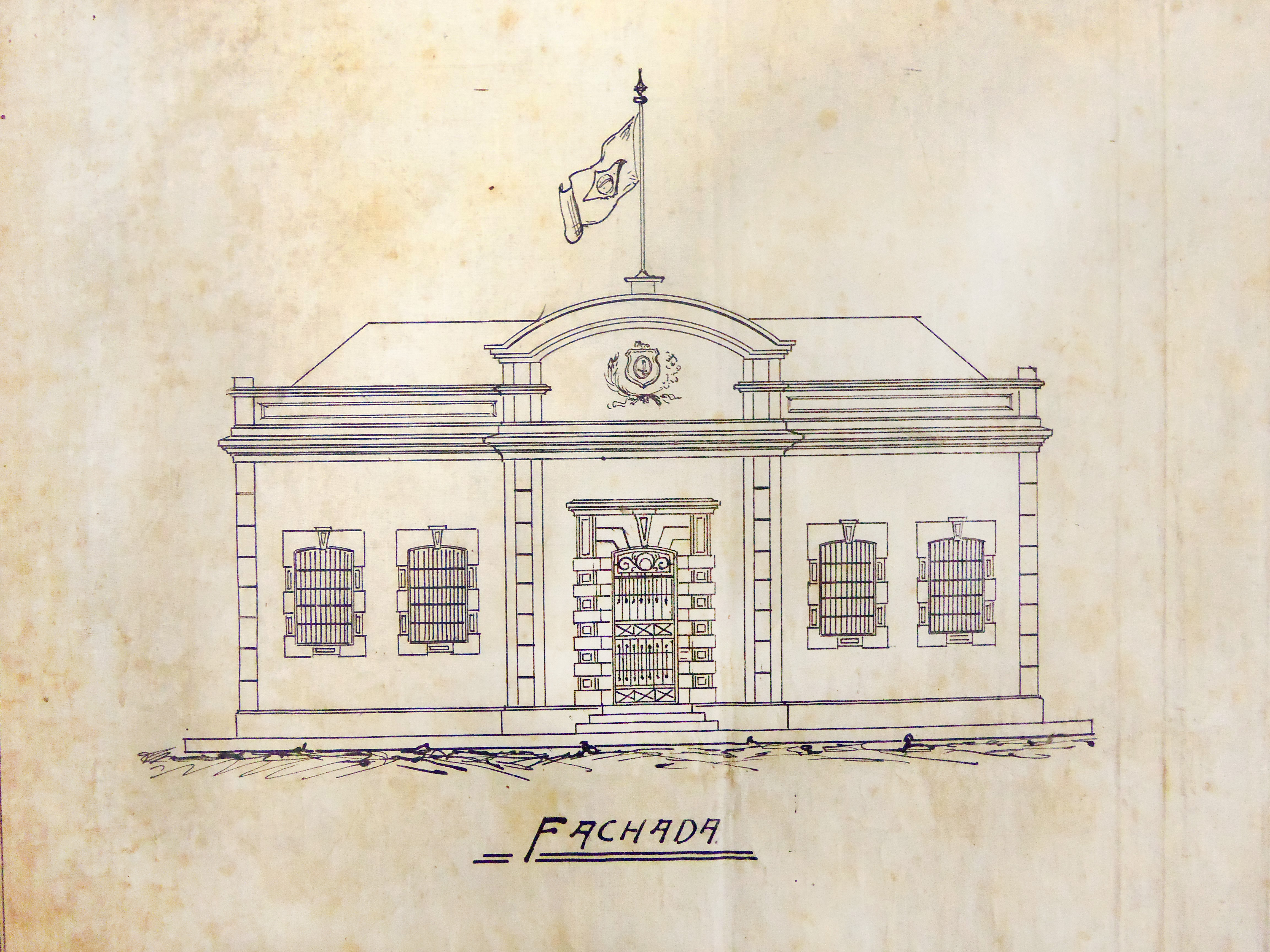
Fachada da antiga cadeia municipal de Jaboatão, 1922/23

## Atividades
- Publicação bianual da revista do Instituto Histórico de Jaboatão. Sua primeira revista foi publicada em 1 de agosto de 1983 e a última revista (n°7) foi publicada em novembro de 2017 e teve como tema principal a Revolução Pernambucana de 1817.

- Pesquisa destinada a pesquisadores e estudantes de todos os graus, que desenvolvem trabalhos através de consultas em livros e no próprio museu. Ocorrendo diariamente de segunda a sexta, das 08:00 às 12:00 e terças e quintas das 13:00 as 18:00, exceto nos dias de eventos específicos.

- Semana dos museus – Evento com a chancela do Instituto Brasileiro de Museus (IBRAM), com temas diferentes a cada ano, destinado a Professores, alunos do ensino médio das redes de ensino público/privado, universitários. Ocorrendo em maio, das 08:00 às 12:00.

- Semana do Folclore – Destinado a alunos do ensino fundamental, 1º e 2º graus das redes de ensino, publico e privado, comunidades e grupos de terceira idade, com participação dos alunos das escolas em apresentações de danças específicas, exposições de material folclórico e também comidas típicas. Ocorrendo na semana do folclore em agosto, das 08:00 às 16:00.

- Workshop de História e Geografia – Destinado a Professores, alunos do ensino médio das redes de ensino público/privado, universitários, invocando estudos dos aspectos históricos e geográficos do município. Ocorrendo em setembro, das 08:00 às 12:00.

- Primavera dos Museus – Destinado a Professores, alunos do ensino médio das redes de ensino público/privado, universitários, com palestras e exposições com temas direcionados pelo IBRAM. Ocorrendo em setembro, das 08:00 às 12:00.

- Noite das famílias tradicionais jaboatonenses – Destinado aos cidadãos jaboatonenses, onde são resgatadas as memórias de personalidades que influenciaram a nossa sociedade e fizeram parte da história do município. Ocorre em outubro, às 19:00.

- Cantata de Natal – Destinado aos cidadãos jaboatonenses, onde sob o clima de músicas natalinas entoadas por um coral convidado, acontece à confraternização com convidados, autoridades municipais, associados e colaboradores, responsáveis pela manutenção do funcionamento do IHJ. Ocorre em dezembro, às 19:00.

## Membros fundadores
- Van-Hoeven Ferreira Veloso
- Elieser Figueiroa
- Orlando Breno de Araújo
- Valdemiro Vieira de Albuquerque
- Noé de Paula Ramos
- José Alves de Souza
- Jackson Vieira de Melo

## Instalações
As dependências do IHJ são compostas por:  

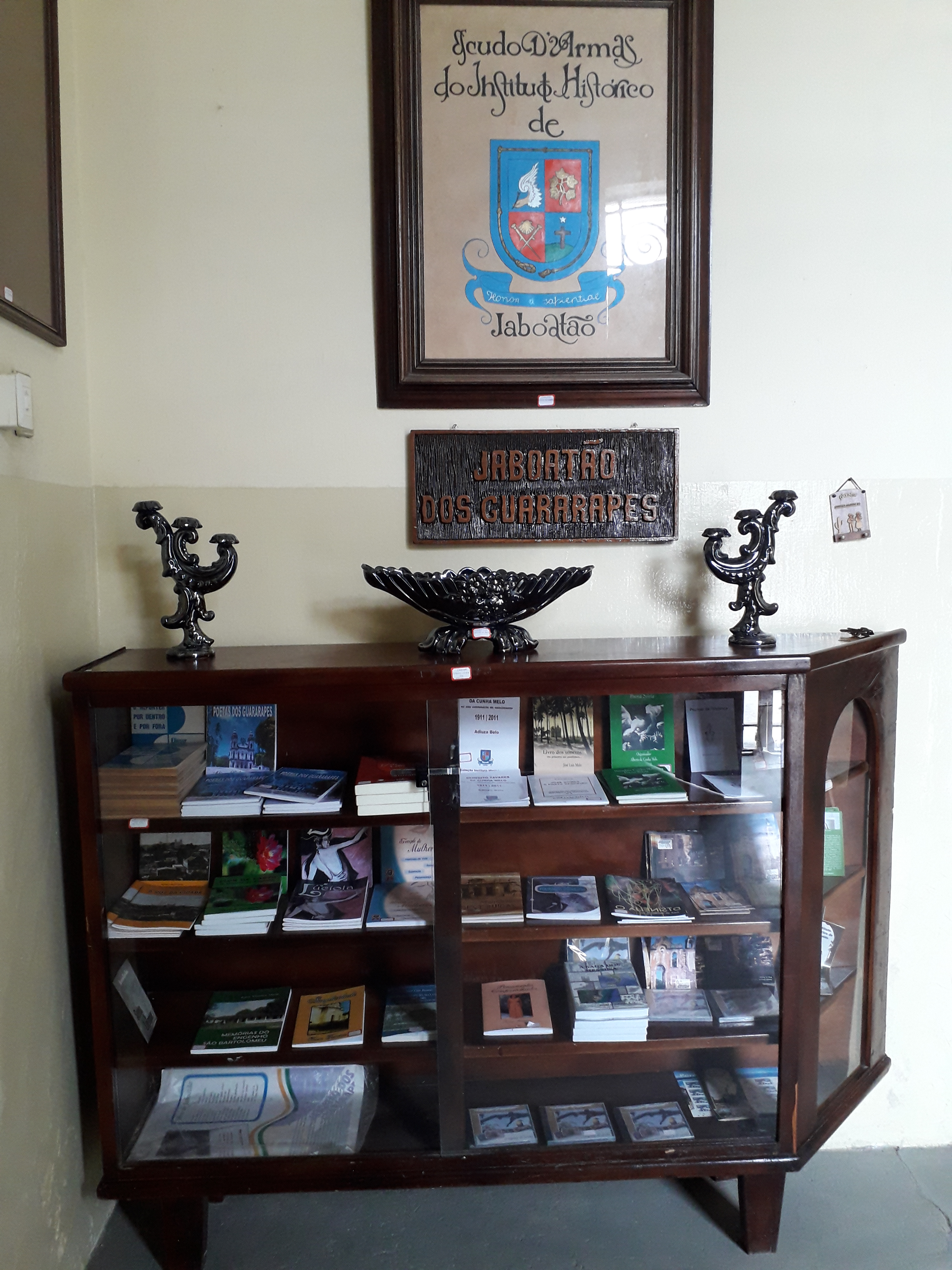
Hall de entrada
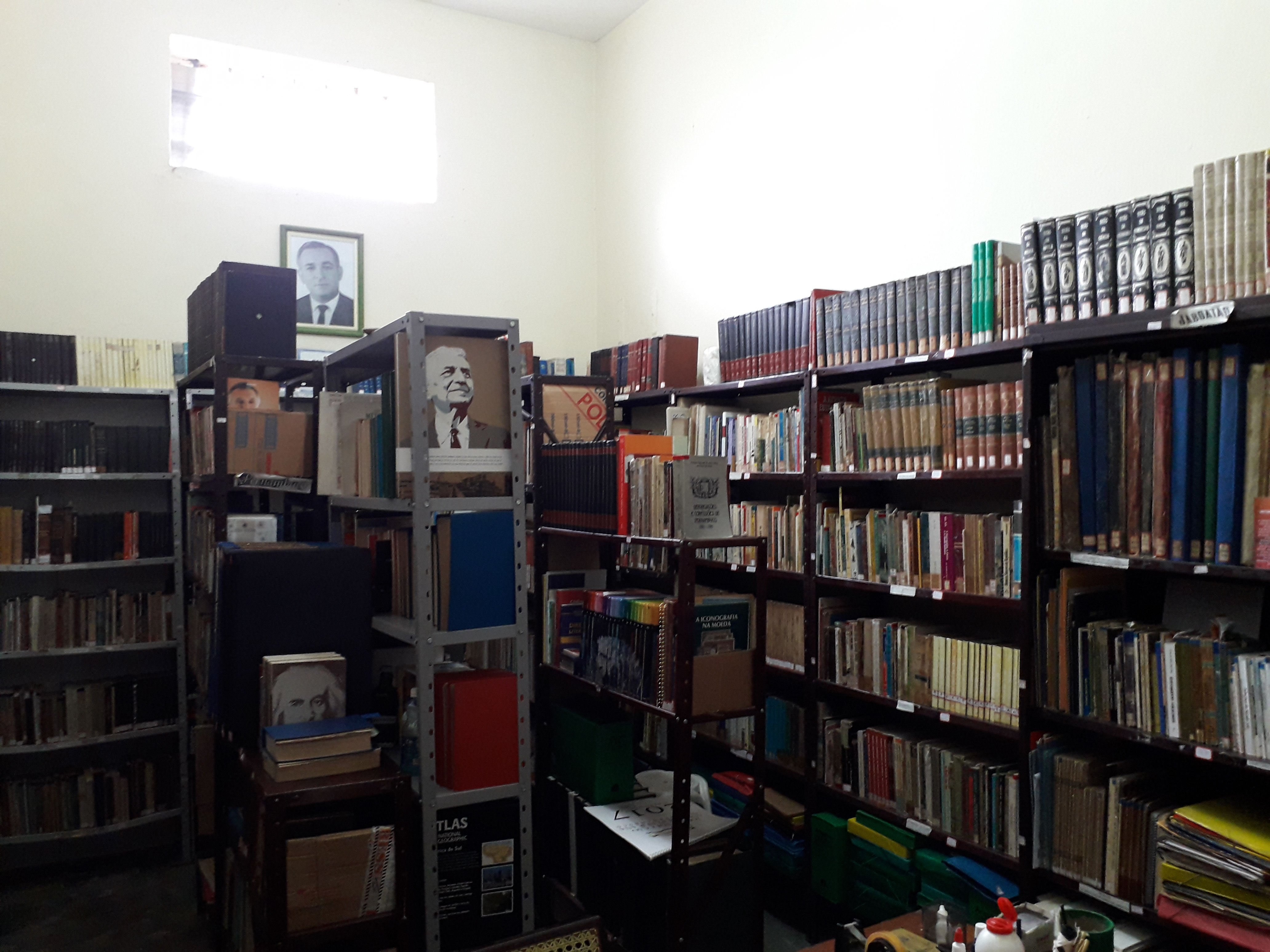
Biblioteca
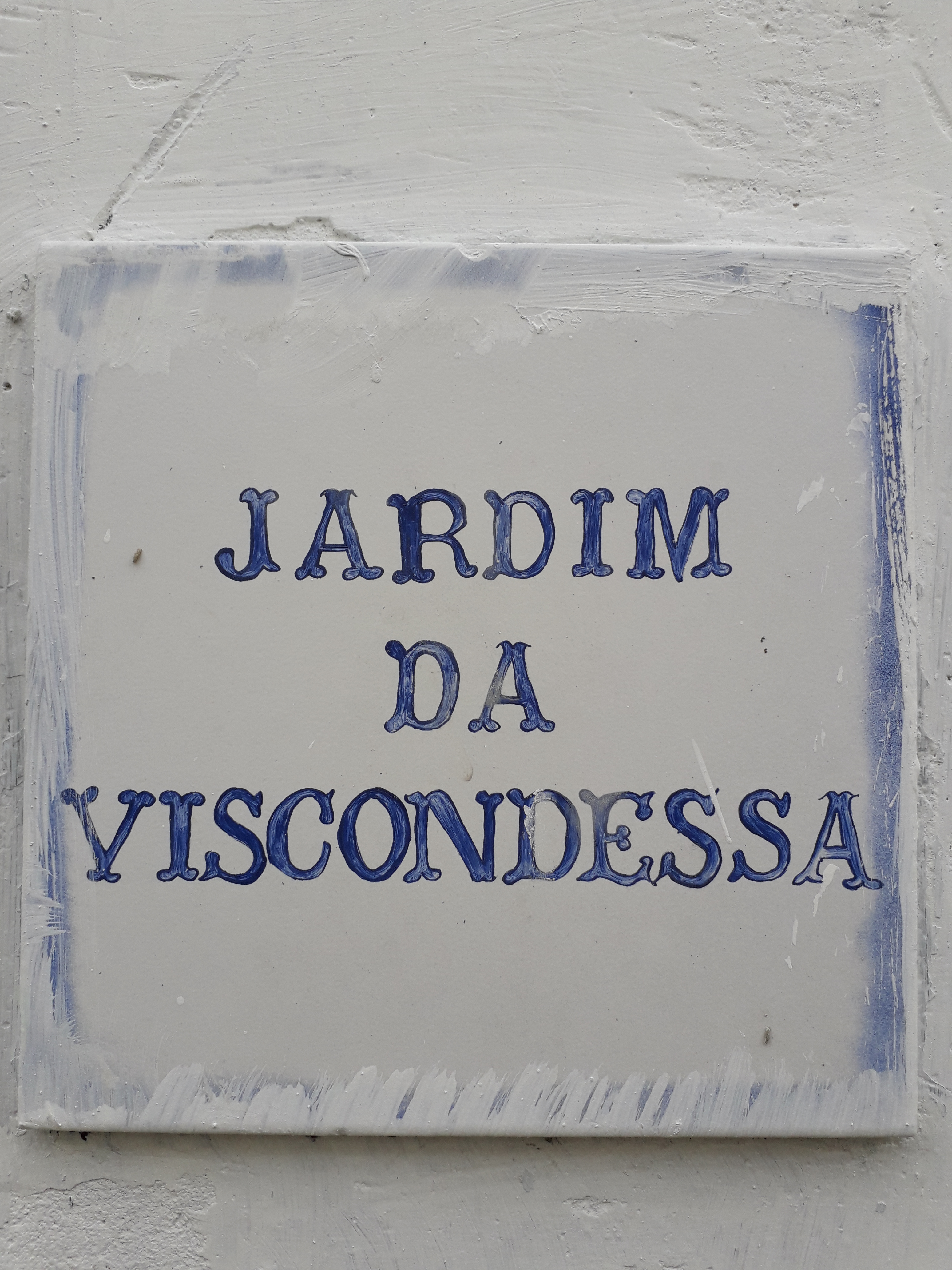
Jardim da Viscondessa
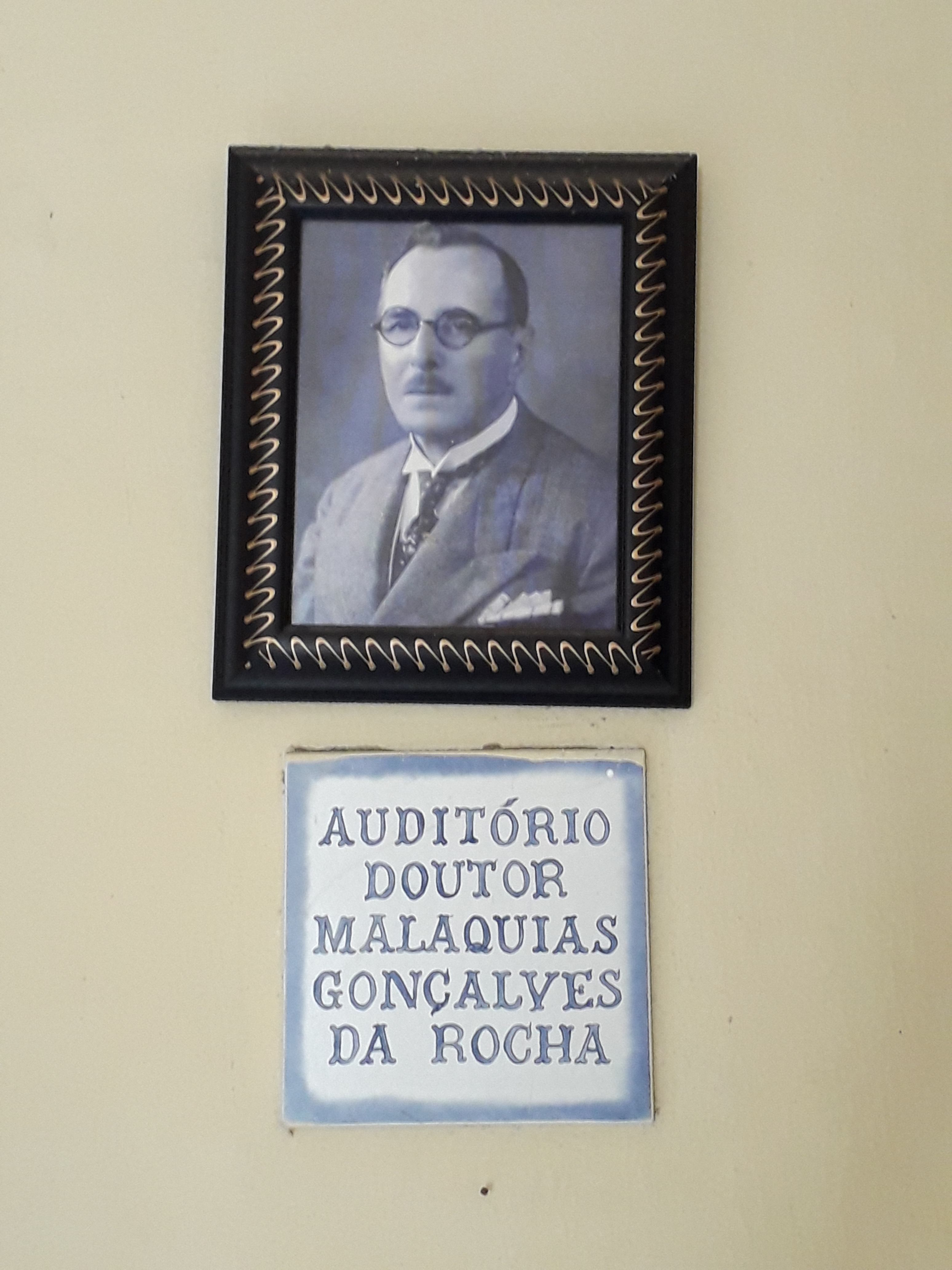
Auditório
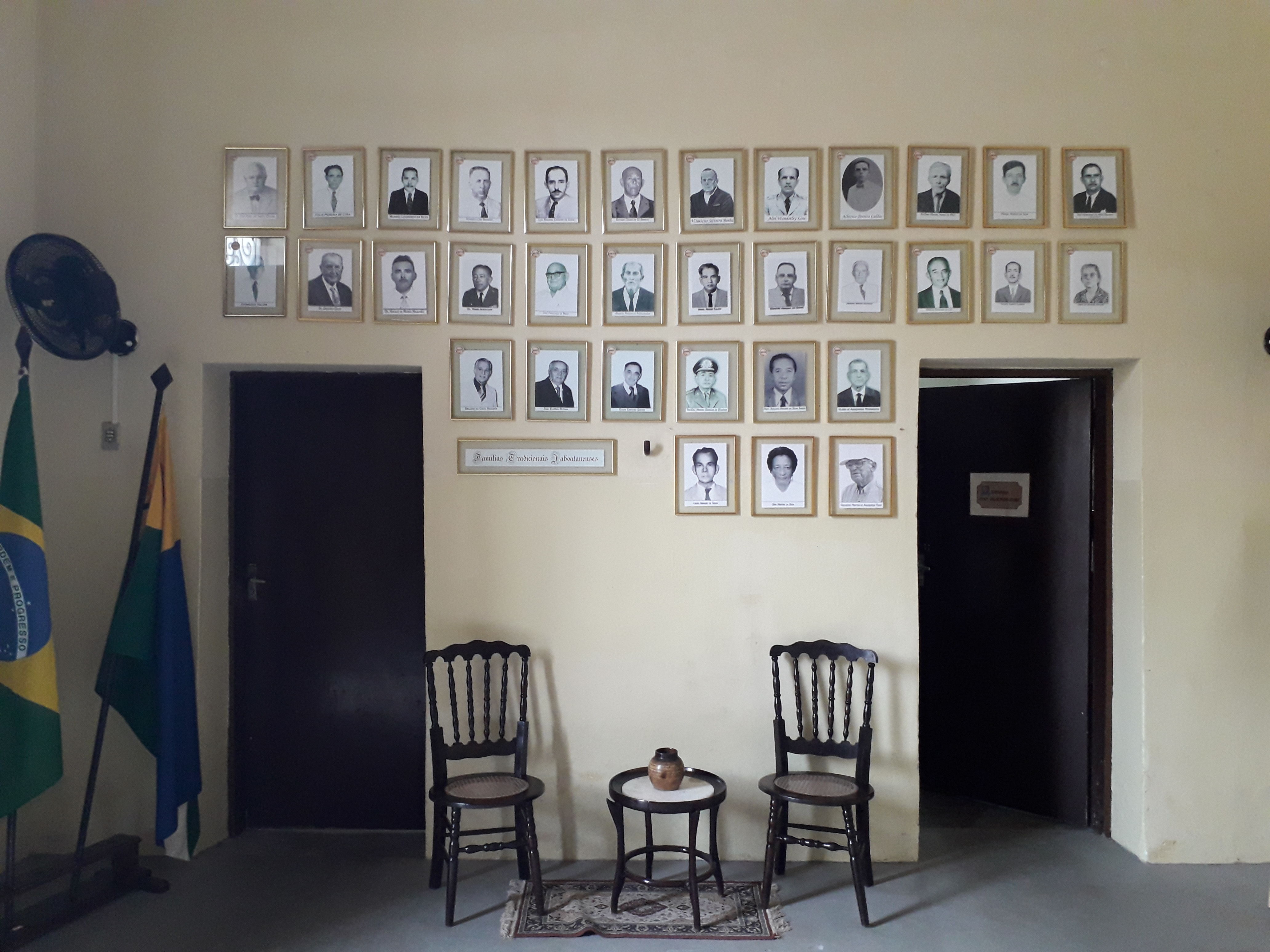
Auditório
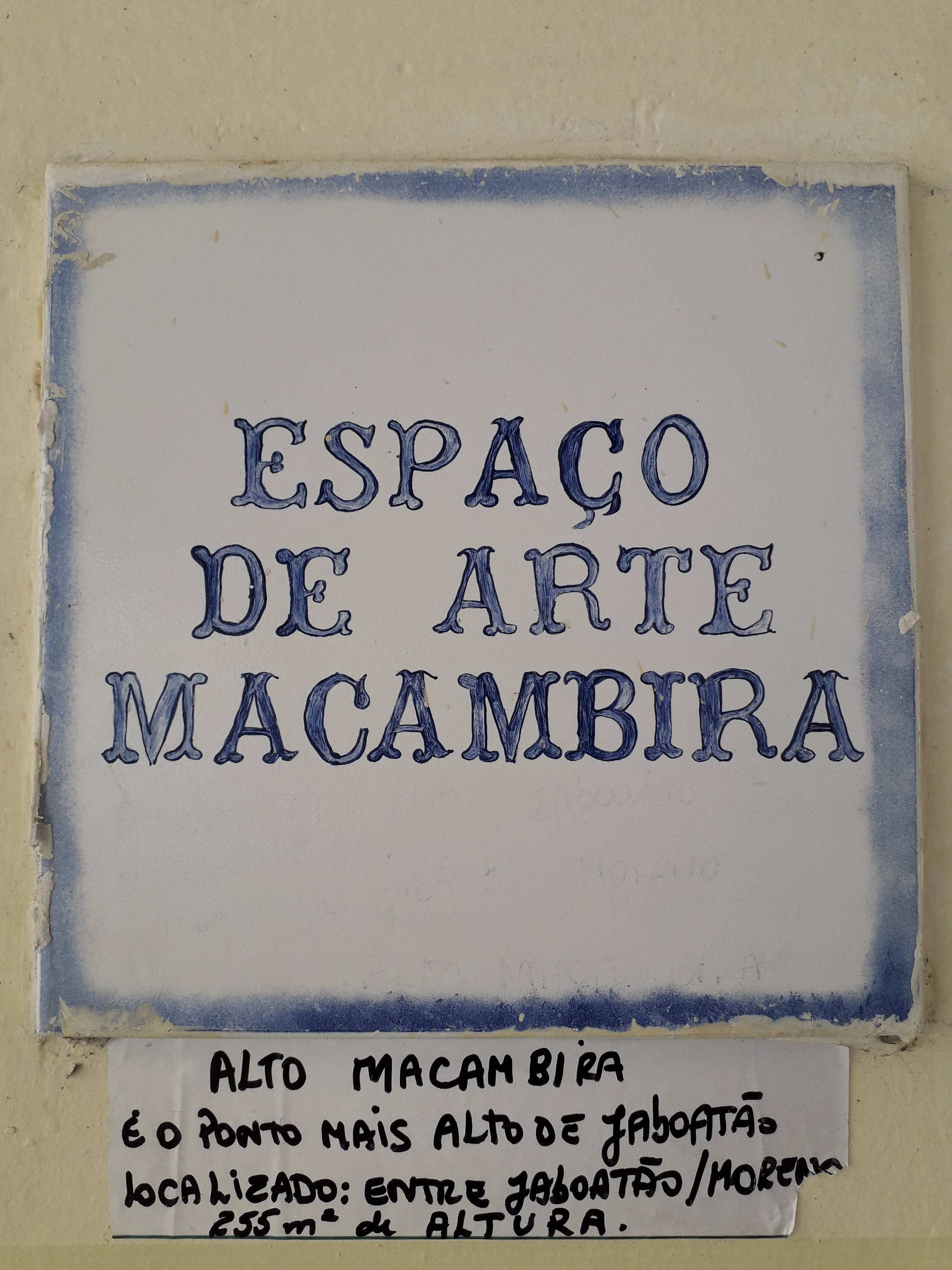
Espaço de Artes
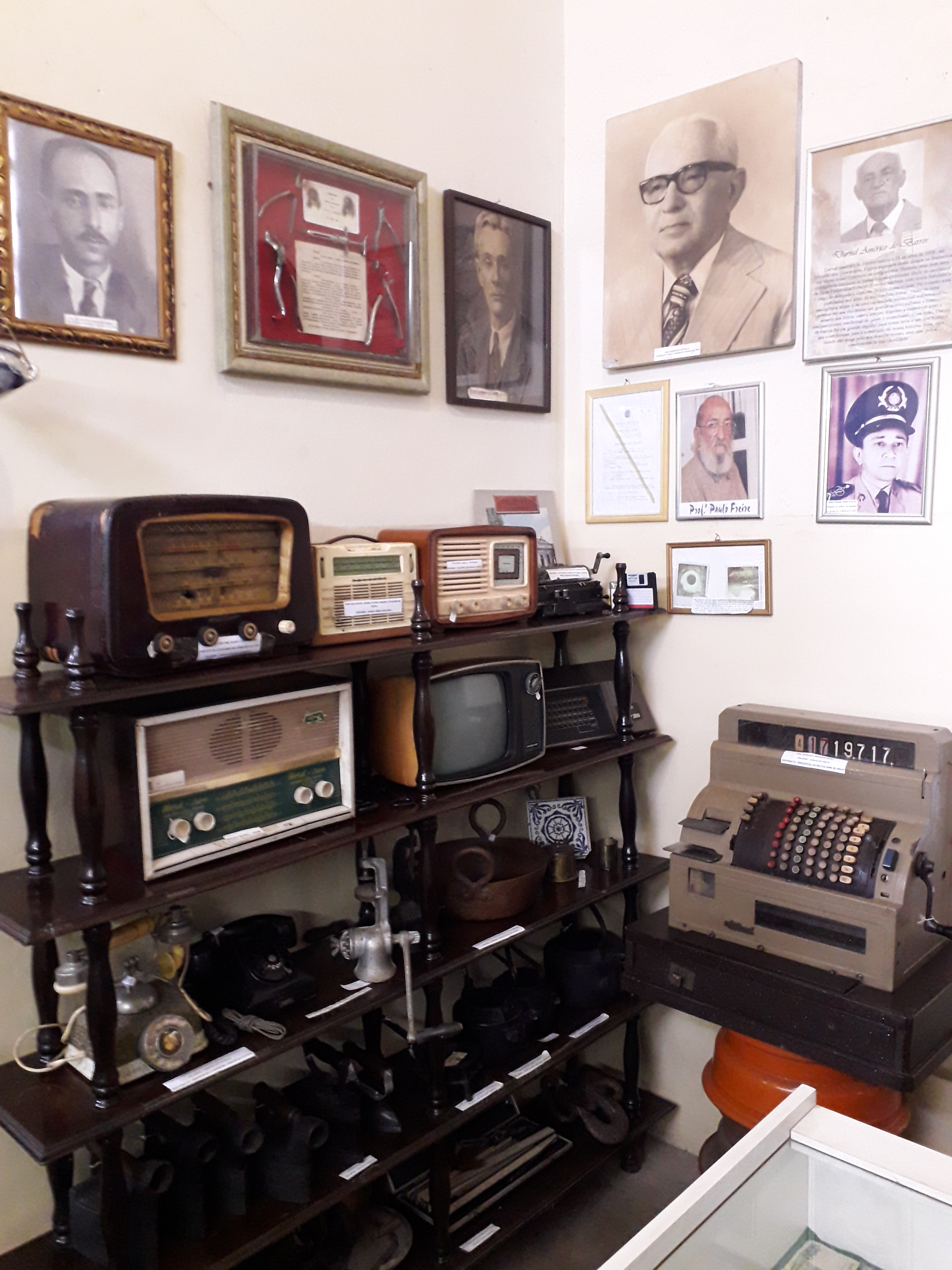
Memorial
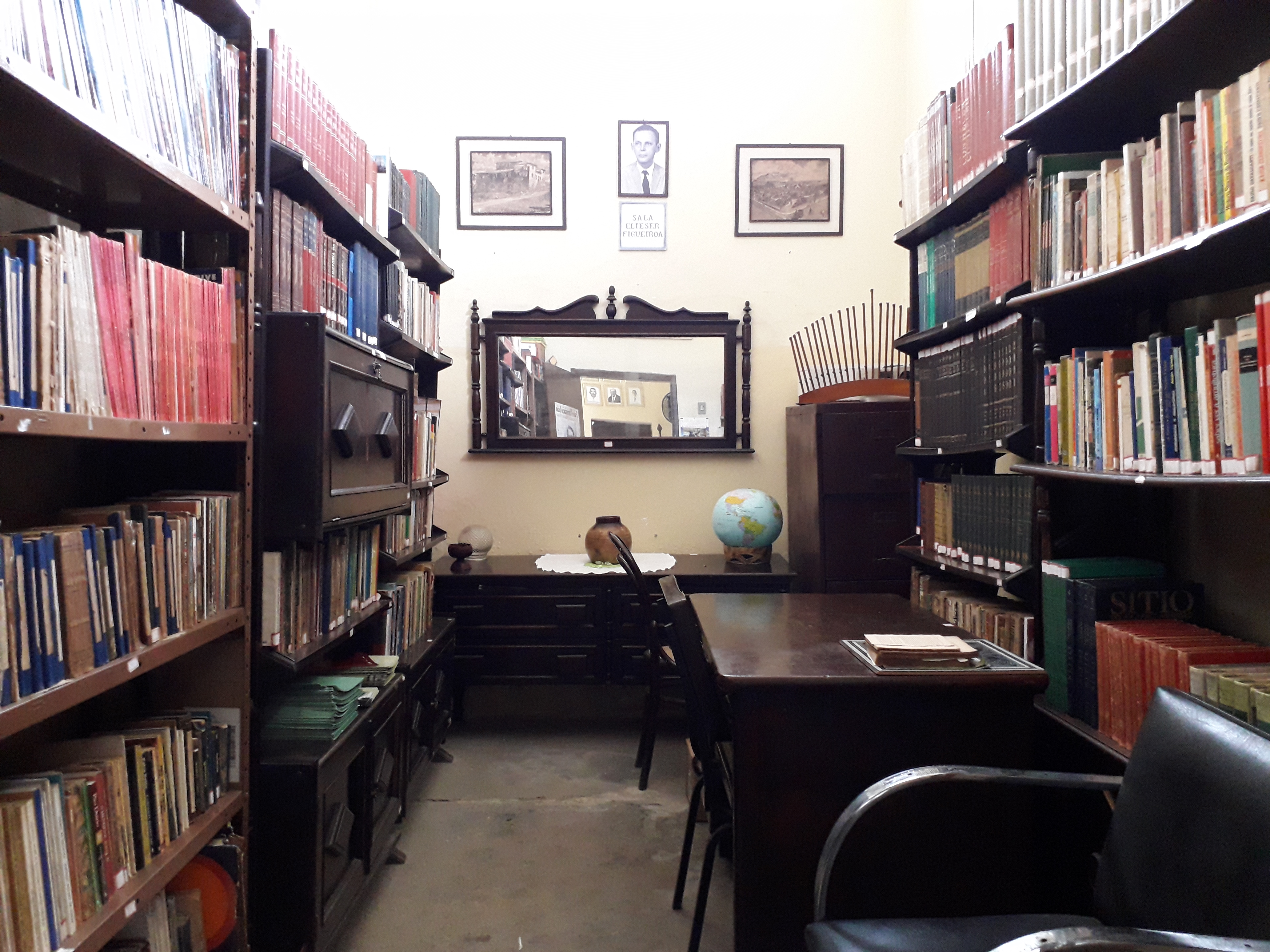
Sala de estudo

- Cela demonstrativa da antiga cadeia
- Sala de Reunião